# Sternaspis scutata
Sternaspis scutata ist der Name eines Vielborsters (Polychaeta) aus der Familie der Sternaspidae, der als Kosmopolit in Meeren weltweit im Schlamm als Detritusfresser zu finden ist.

## Merkmale
Sternaspis scutata hat wie andere Sternaspidae einen auffällig kurzen, gedrungenen Körper mit einer flachen Bauchseite, der sich in der Mitte verengt. Sie hat 22 Segmente und wird bis zu 31 mm lang. Das Prostomium ist oval und sehr klein. Das erste Segment ist borstenlos, doch tragen die folgenden drei Segmente jederseits eine vertikale Reihe stachelförmiger Borsten. Es folgen weitere neun borstenlose Segmente. Die hintersten 5 bis 9 Segmente sind bauchseitig zu einem rötlichen, durch Chitin versteiften Endschild mit zwei trapezoidförmigen Kalkplatten verschmolzen, der am Rand beiderseits mit 15 bis 17 Bündeln feiner federförmiger sowie glatter kapillarförmiger Borsten besetzt ist. Die zahlreichen, langen, fadenförmigen, stark durchbluteten Kiemen sitzen direkt über dem Pygidium am Ende des Körpers und sind rot gefärbt. Der Körper ist mangels Pigmenten weißlich.

## Verbreitung und Lebensraum
Sternaspis scutata ist kosmopolitisch von der Arktis bis zur Antarktis von den Ufern bis in große Tiefen zu finden. Sie lebt in sandigen und schlammigen Sedimentböden.

## Ernährung und Lebensweise
Sternaspis scutata ernährt sich als Substratfresser von Detritus, den sie mit Sedimentpartikeln verschluckt und verdaut, während die mineralischen Bestandteile unverändert ausgeschieden werden.